# 本·亨特-戴维斯
本·亨特-戴维斯（英語：Ben Hunt-Davis，1972年3月15日—），英国男子赛艇运动员。他曾代表英国参加1992年、1996年和2000年夏季奥林匹克运动会赛艇比赛，其中2000年奥运会获得一枚金牌。